# Bladen (Nebraska)
Bladen je selo u američkoj saveznoj državi Nebraska. Prema popisu stanovništva iz 2010. u njemu je živjelo 237 stanovnika.